# بسانو
بسانو (به ایتالیایی: Besano) یک کومونه در ایتالیا است که در استان وارزه واقع شده‌است.

## خصوصیات
بسانو ۳ کیلومترمربع مساحت و ۲٬۳۵۰ نفر جمعیت دارد.